# 안드레이 야쿠닌
안드레이 야쿠닌 (Андрей Владимирович Якунин) (1975년 출생)은 러시아의 사업가이다. 그는 러시아 철도의 전 수장이자 블라디미르 푸틴의 가까운 측근인 블라디미르 야쿠닌의 장남이다.

## 어린 시절과 가족
그의 어머니는 나탈리아이다. 안드레이에게는 빅토르 야쿠닌이라는 형제가 있다.
안드레이 야쿠닌은 북런던의 햄프스티드에 거주하며, 그의 아들 이고르는 고급 사립학교인 하이게이트 스쿨에 다녔고 현재 캠브리지 대학교에서 의학을 공부하고 있다.

## 학력
야쿠닌은 상트페테르부르크 국립대학교에서 재무 및 신용 박사 학위를, 경제 및 수학 석사 학위를, 런던 비즈니스 스쿨과 컬럼비아 대학교 경영대학원에서 EMBA 글로벌 학위를 취득했다. 그는 상트페테르부르크 국립대학교의 경제학 부교수이다.

## 경력
야쿠닌은 2006년 영국계 이스라엘인 투자자인 야이르 지브와 함께 설립한 프라이빗에쿼티 및 부동산 투자 회사인 VIY Management를 운영하고 있다. 이 회사는 러시아에 대한 외국인 투자를 유치하며 러시아에 호텔을 건설하는 계획을 추진하고 있다. 야쿠닌은 또한 VIYM을 통해 상트페테르부르크에서 주택 건설에 참여하고 있으며 2014년에는 러시아 초콜릿 제조업체인 프렌치 키스(French Kiss)를 인수했다.
야쿠닌은 러시아의 국가 대체 투자 관리 협회(NAIMA)의 회장이다.
그는 영국 시민권과 러시아 연방 시민권을 가지고 있다.

## 노르웨이에서 체포
야쿠닌은 2022년 10월 17일 노르웨이 영공에서 불법적으로 드론을 비행한 혐의로 노르웨이에서 체포되었다. 2022년 2월 28일 러시아의 우크라이나 침공 이후 모든 러시아 시민은 모든 종류의 드론을 조작하는 것이 금지되었다.